# Mélekhove
Mélekhove (en (ucraïnès): Мелехове, en rus: Мелехово, Mélekhovo) és un poble de la República Autònoma de Crimea a Ucraïna, que el 2014 tenia 74 habitants. Pertany al districte de Bilogorsk.